# Jean-Marie Le Tensorer
Jean-Marie Le Tensorer (* 30. März 1947 in Bordeaux) ist ein französischer prähistorischer Archäologe.  Le Tensorers Forschungsschwerpunkte bilden Schweizer und westasiatische sowie südfranzösische Fundstätten, vor allem mit Blick auf die ersten Menschen, die Afrika verließen, sowie die Chronostratigraphie.

## Leben
Jean-Marie Le Tensorer wurde 1970 im Fach Quaternäre Geologie an der Universität Bordeaux promoviert. Von 1975 bis 1981 war er Professor für Geologie am Conservatoire National des Arts et Métiers. Er habilitierte sich 1979 und war seit 1978 Assistant Professor an der Wesleyan University in Middletown im US-Bundesstaat Connecticut. Er war ab 1981 Professor am 1962 gegründeten Seminar für Urgeschichte der Universität Basel. Damit wurde er Nachfolger von Elisabeth Schmid am 1953 von ihr gegründeten Laboratorium für Urgeschichte.  Nachfolgeinstitution dieses Laboratoriums wurde 2003 das Institut für Integrative prähistorische und naturwissenschaftliche Archäologie (IPNA).
Le Tensorer ist Mitglied in einer Reihe von Wissenschaftsorganisationen und berät Zeitschriften, wie Paléorient oder Gallia Préhistoire. Seit 2006 ist er Mitglied des wissenschaftlichen Beirats der Mitteilungen der Gesellschaft für Urgeschichte und seit 2013 der wissenschaftlichen Arbeitsgruppe der UNESCO Human Evolution: Adaptations, Dispersals and Social Developments (HEADS).
1984 erhielt Le Tensorer die Médaille de la Société Archéologique de Bordeaux, wurde 1992 Chevalier de l’Ordre des Palmes Académiques, drei Jahre später Chevalier de l'Ordre national du Mérite und 2002 der Ehrenlegion.
Le Tensorer organisierte eine Reihe von Ausstellungen, darunter Syrien - Wiege der Kultur, Basel 1999–2000 und Out of Africa, Anthropologisches Museum Zürich 2009.

## Publikationen (Auswahl)
- L’homme et son environnement pendant la glaciation du Würm dans l'Ouest de l'Europe, in: Approche écologique de l'homme fossile, Teil 2 (Arbeiten der Unterarbeitsgruppe INQUA „Écologie de l'homme fossile au Pléistocène supérieur“), 1977, S. 92–170.
- Les premiers hommes du désert syrien, Musée d’Histoire Naturelle de Paris, Paris 1977.
- Le Paléolithique de l’Agenais, CNRS, Paris 1981.
- mit Sultan Muhesen, Reto Jagher, Philippe Morel, Josette Renault-Miskovsky, Peter Schmid: Les premiers hommes du désert syrien - Fouille syrio-suisse à Nadaouiyeh Aïn Askar, Musée de l'Homme de Paris, Editions du Muséum National d’Histoire Naturelle, Paris 1997 (Ausstellungskatalog).
- Première découverte d’Homo erectus au Moyen-Orient (oasis d’El Kowm, Syrie), La Science au Présent, Encyclopaedia Universalis, Paris 1997.
- Le Paléolithique en Suisse, Editions Jérôme Millon, Grenoble 1998.
- mit Sultan Muhesen, Reto Jagher: Paleolithic settlement dynamics in the El Kowm Basin (central Syria), in: N. Conard et al.: Settlement Dynamics of the Middle Paleolithic and Middle Stone Age, Tübingen 2001, S. 101–112.
- Le Yabroudien et la transition du Paléolithique ancien au Paléolithique moyen en Syrie: l’exemple d’El Kowm, in: Homenaje a Jesus Altuna - San Sebastian, 2005/2006, S. 71–82.
- Les cultures acheuléennes et la question de l'émergence de la pensée symbolique chez Homo erectus à partir des données relatives à la forme symétrique et harmonique des bifaces, In: Palevol 5 (2006) 127–135. (academia.edu)
- Le Paléolithique ancien de Syrie et l’importance du Golan comme voie de passage lors de l’expansion des premiers hommes hors d’Afrique, in: Abdel Rahman A. (Hrsg.): The International Colloquium History and Antiquities of Al-Golan 2007-2008, Press of the Ministry of Culture, Damaskus 2009, S. 37–56. (academia.edu)
- L'Homme des cavernes, Musée dépatemental de Préhistoire de Solutré, 2010.
- Faustkeile. In: Steinartefakte vom Altpaläolithikum bis in die Neuzeit. Kerns Verlag, Tübingen 2012, S. 209–218.
- Regional Perspective of early human populations in Syria: the case of El Kowm. In: ?, UNESCO, 2015.
- mit Reto Jagher, Dorota Wojtczak: El Kowm Oasis (Homs).  In: A History of Syria in One Hundred Sites Archeopress. Oxford, 2016, S. 11–16.